# Dennis Cocke
Pour les articles homonymes, voir Cocke.
Dennis Geoffrey Cocke (2 juin 1924-2 juillet 2008) est un homme politique canadien de la Colombie-Britannique. Il est député provincial social-démocrate de la circonscription britanno-colombienne de New Westminster de 1969 à 1986.

## Biographie
Né à Athabasca en Alberta, Cocke grandit sur une ferme et sert dans l'Aviation royale canadienne pendant la Seconde Guerre mondiale.
Cocke est ministre de la Santé dans le gouvernement du premier ministre Dave Barrett de 1972 à 1975. Il contribue à la création du service ambulancier BC Ambulance Service qui remplace la mosaïque de services privés et municipaux et qui permet alors un standardisation et une certification de la profession à travers la province. Il pilote aussi à la construction du Queen's Park Hospital et la reconstruction de la Columbian Hospital.
Il meurt des suites d'un AVC au Royal Columbian Hospital (en) en juillet 2008 à l'âge de 84 ans.